# Butterscotch

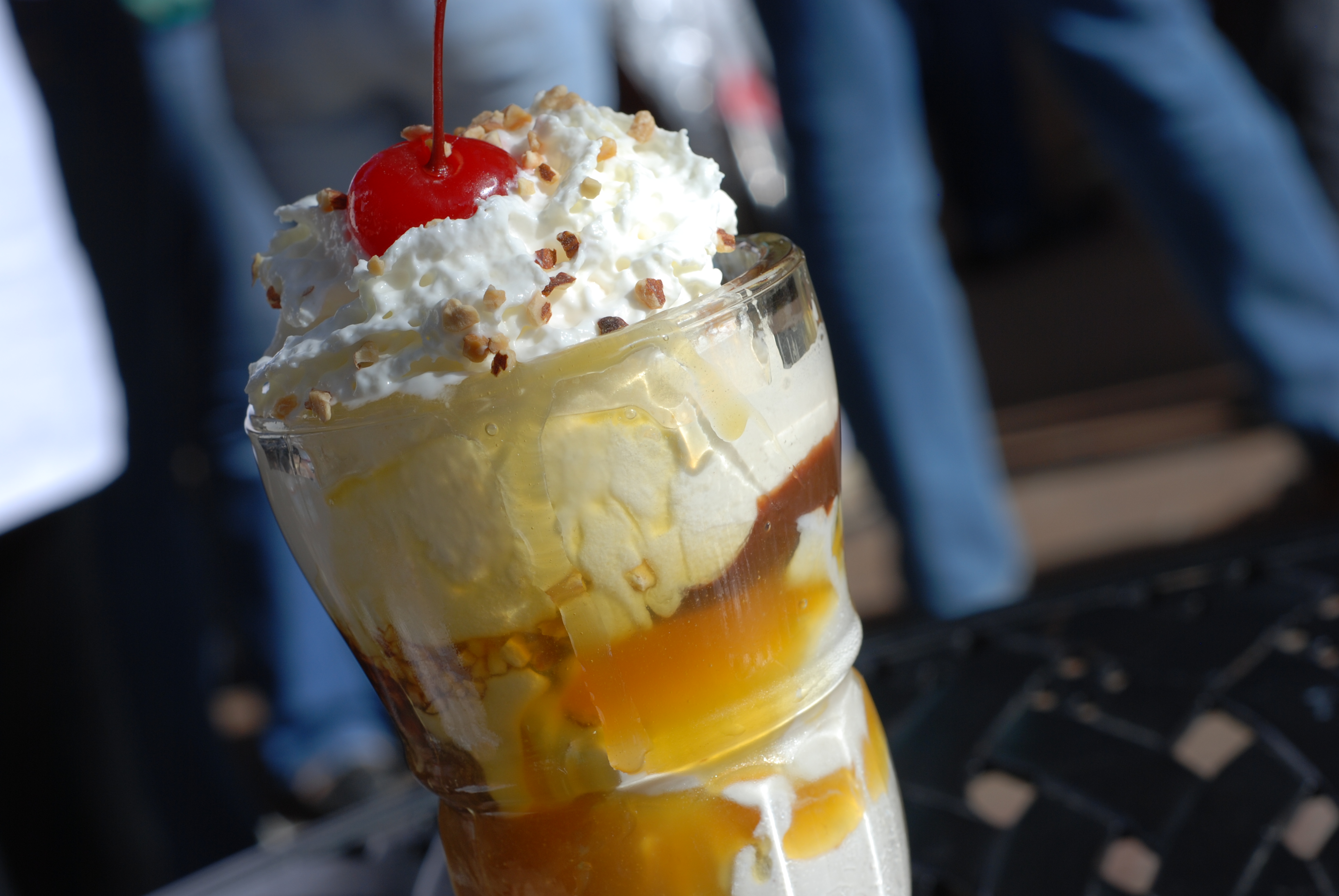
Un sundae ‘Butterscotch’.

Butterscotch es un tipo de golosina elaborado con azúcar moreno y mantequilla. Otros ingredientes incluidos son jarabe de maíz, crema, vainilla y sal. Los ingredientes del ‘butterscotch’ son similares al del toffee. Se suele elaborar en forma de salsa de postre en los helados  (elaboración de sundaes), existiendo recetas para elaborar natillas, butterscotch pudding, etc. En muchas recetas de repostería se usa  el término butterscotch para indicar un sabor que sea mezcla de azúcar y mantequilla.

## Historia
Los historiadores de la alimentación no muestran una explicación concluyente acerca de los orígenes del butterscotch. Una explicación es el significado "to cut or score" (cortar) para la palabra "scotch", indicando que se corta en pequeños pedazos (o es "scotched") antes de ser elaborado. Es posible que la palabra “scotch” sea parte de la palabra derivada “scorch”. 
Sin embargo, la primera referencia existente de butterscotch  procede de la localidad de Doncaster, en Inglaterra, donde Samuel Parkinson comenzó a elaborar caramelos en el año 1817. El butterscotch de Parkinson tuvo la aprobación real y fue durante cierto tiempo una de las atracciones de Doncaster, hasta que en 1977 cesó la producción.  La receta se creyó perdida hasta 2003 cuando un empresario de Doncaster y su mujer la descubrieron en un sótano de St. Leger.